# Kronika katedralna krakowska
Kronika katedralna krakowska (Kronika krakowska) – polska kronika z  XIV wieku, wchodząca w skład Wielkiej kroniki.
Wielka kronika to zbiór wcześniejszych źródeł historycznych (kroniki, roczniki, kalendarze), dokonany w XIV wieku. Znanych jest 9 rękopisów Wielkiej kroniki, dzielących się na dwie rodziny.
Część badaczy (m.in. Max Perlbach, Wojciech Kętrzyński, Jan Dąbrowski) postawiło tezę, że w skład Wielkiej kroniki została włączona kronika pochodząca z Małopolski. Kronika ta obejmuje lata 1202–1377. Pisana jest w czasie przeszłym, jedynie w ostatnim rozdziale (XV), dotyczącym czasów Ludwika Węgierskiego używa czasu teraźniejszego. Zapisy kroniki kończą się na roku 1377. Ludwik wspominany jest jako żyjący, zatem końcówka kroniki musiała być napisana przed 1382 (rok śmierci Ludwika), zaś całość prawdopodobnie niewiele wcześniej (po 1370).
Część obejmująca lata 1202–1278 jest krótka i stanowi wyciąg z Rocznika kapituły krakowskiej oraz Rocznika krótkiego. Część dotycząca lat 1279–1377 jest obszerniejsza. Autor kroniki część panowania Kazimierza Wielkiego i panowanie Ludwika Węgierskiego opisywał jako naoczny świadek. Dla czasów przed Kazimierzem źródłem był przede wszystkim Kalendarz krakowski. Lata 1279–1333 opierają się na jakiś zapisach rocznikarskich zbliżonych do Rocznika małopolskiego, ale w wielu kwestiach są obszerniejsze i dokładniejsze.
Zapisy kroniki od roku 1279 dotyczą prawie wyłącznie Małopolski oraz Krakowa i zawierają dużo szczegółowych informacji (dzieje biskupstwa krakowskiego, przywileje przechowywane w skarbcu biskupim, szczegóły budowy zamku na Wawelu i katedry, fortyfikacje krakowskie). Stąd wniosek, że autor kroniki mógł być duchownym związanym z katedrą krakowską.